# Recilia elongatoocellatus
Recilia elongatoocellatus là loài côn trùng thuộc họ Cicadellidae, bộ Cánh nửa. Loài này được Motschulsky miên tả năm 1859.